# Comuna de Łowic
Łowicz (polaco: Gmina Łowicz) é uma gminy (comuna) na Polónia, na voivodia de Lodz e no condado de Łowicki. A sede do condado é a cidade de Łowicz.
De acordo com os censos de 2004, a comuna tem 7432 habitantes, com uma densidade 55,7 hab/km².

## Área
Estende-se por uma área de 133,38 km², incluindo:
- área agricola: 83%
- área florestal: 8%

## Demografia
Dados de 30 de Junho 2004:
|                      | Total   | Total | Mulheres | Mulheres | Homens  | Homens |
| -------------------- | ------- | ----- | -------- | -------- | ------- | ------ |
|                      | pessoas | %     | pessoas  | %        | pessoas | %      |
| População            | 7432    | 100   | 3796     | 51,1     | 3636    | 48,9   |
| Densidade (pop./km²) | 55,7    | 100   | 28,5     | 28,5     | 27,3    | 27,3   |

De acordo com dados de 2002, o rendimento médio per capita ascendia a 1294,93 zł.

## Subdivisões
- Bocheń, Dąbkowice Dolne, Dąbkowice Górne, Guźnia, Jamno, Jastrzębia, Klewków, Małszyce, Mystkowice, Niedźwiada, Ostrów, Otolice, Parma, Pilaszków, Placencja, Popów, Strzelcew, Szczudłów, Świące, Świeryż Pierwszy, Świeryż Drugi, Wygoda, Zabostów Duży, Zabostów Mały, Zawady, Zielkowice.

## Comunas vizinhas
- Bielawy, Domaniewice, Kocierzew Południowy, Łowicz, Łyszkowice, Nieborów, Zduny